# 翔田寛
翔田 寛（しょうだ かん、1958年 -）は、日本の小説家・推理作家。東京都出身。学習院大学大学院人文科学研究科博士後期課程中退。
美術館勤務および大学での美術史教員の経験がある。2000年、「影踏み鬼」で第22回小説推理新人賞を受賞。2001年、同作を含む短編集『影踏み鬼』で単行本デビュー。以降、歴史上の人物を登場させる作品を、3作続けて刊行。2008年、『誘拐児』で第54回江戸川乱歩賞を受賞した。

## 受賞・候補歴
- 2000年 - 「影踏み鬼」で第22回小説推理新人賞受賞。
- 2001年 - 「奈落闇恋乃道行」で第54回日本推理作家協会賞（短編部門）候補[1]。
- 2008年 - 『誘拐児』で第54回江戸川乱歩賞受賞。
- 2014年 - 「墓石の呼ぶ声」で第67回日本推理作家協会賞（短編部門）候補。
- 2016年 - 『真犯人』で第19回大藪春彦賞候補。

## 作品リスト

### やわら侍・竜巻誠十郎シリーズ
- 五月雨の凶刃（2008年11月 小学館文庫）
- 夏至闇の邪剣（2009年5月 小学館文庫）
- 秋疾風の悲槍（2009年11月 小学館文庫）
- 寒新月の魔刃（2010年2月 小学館文庫）
- 炎天華の惨刀（2010年6月 小学館文庫）
- 精霊火の鬼剣（2010年11月 小学館文庫）
- 桜吹雪の雷刃（2011年3月 小学館文庫）

### 日下警部補シリーズ
- 真犯人（2015年10月 小学館 / 2018年8月 小学館文庫）
- 人さらい（2018年9月 小学館 / 2024年8月 小学館文庫）
- 二人の誘拐者（2024年9月 小学館）

### 左遷捜査
- 左遷捜査 法の壁（2018年11月 双葉文庫）
- 左遷捜査2 迷宮入り事件（2019年5月 双葉文庫）
- 左遷捜査3 三つの殺人（2019年11月 双葉文庫）

### 船橋署刑事課・香山亮介シリーズ
- 冤罪犯（2017年8月 KADOKAWA / 2019年7月 角川文庫)
- 黙秘犯（2019年8月 KADOKAWA / 2021年8月 角川文庫）
- 時効犯（2022年6月 角川文庫）
- 知能犯（2023年10月 角川文庫）

### その他の小説
- 影踏み鬼（2001年12月 双葉社 / 2004年3月 双葉文庫 / 2018年1月 双葉文庫【新装版】）
  - 収録作品：影踏み鬼 / 藁屋の怪 / 虫酸 / 血みどろ絵 / 奈落闇恋乃道行
- 消えた山高帽子 チャールズ・ワーグマンの事件簿（2004年6月 東京創元社ミステリ・フロンティア / 2008年8月 創元推理文庫）
- 参議怪死ス 明治四年、広沢真臣暗殺異聞（2004年12月 双葉社）
  - 【改題】参議暗殺（2011年7月 双葉文庫）
- 眠り猫 奥絵師・狩野探信なぞ解き絵筆（2007年2月 幻冬舎文庫）
- 誘拐児（2008年8月 講談社 / 2011年8月 講談社文庫）
- 祖国なき忠誠（2009年7月 講談社）
  - 【改題】逃亡戦犯（2012年7月 講談社文庫）
- 神隠し 子預かり屋こはる事件帖（2010年9月 PHP研究所）
  - 【改題・改訂】幽霊が返した借金 おでん屋こはる事件帖（2014年1月 PHP文芸文庫）
- 無宿島（2011年9月 幻冬舎）
  - 【改題】過去を盗んだ男（2013年6月 幻冬舎文庫）
- 忍者侍らいぞう 魚売りのはつ恋に肩入れする（2011年12月 小学館文庫）
- 築地ファントムホテル（2012年2月 講談社 / 2014年8月 講談社文庫）
- 愛妹草紙 十死零生の剣（2013年9月 小学館文庫）
- 探偵工女 富岡製糸場の密室（2014年8月 講談社）
- クライム・プランナー（2021年2月 ハルキ文庫）
- 油絵は謎をささやく（2022年3月 KADOKAWA）

### アンソロジー
「」内が翔田寛の作品
- 小説推理新人賞受賞作アンソロジー2（2000年11月 双葉文庫）「影踏み鬼」
- ザ・ベストミステリーズ 2001 推理小説年鑑（2001年6月 講談社）「奈落闇恋乃道行」
  - 【分冊・改題】終日犯罪（2004年6月 講談社文庫）
- ザ・ベストミステリーズ 2003 推理小説年鑑（2003年7月 講談社）「別れの唄」
  - 【分冊・改題】殺人格差 ミステリー傑作選（2006年11月 講談社文庫）
- 時代推理傑作選 死人に口無し（2009年11月 徳間文庫）「影踏み鬼」
- デッド・オア・アライヴ（2013年12月 講談社 / 2014年9月 講談社文庫）「墓石の呼ぶ声」
- ザ・ベストミステリーズ 2014 推理小説年鑑（2014年5月 講談社）「墓石の呼ぶ声」
  - 【分冊・改題】Life 人生、すなわち謎 ミステリー傑作選（2017年4月 講談社文庫）
- 超短編！ 大どんでん返し（2021年2月 小学館文庫）「墓石」

## 映像化作品

### テレビドラマ
- 真犯人（2018年9月23日 - 10月21日、全5話、WOWOW「連続ドラマW」枠、主演：上川隆也)[3]
- 冤罪犯（2021年8月30日、テレビ東京系「月曜プレミア8」枠、主演：小泉孝太郎）[4]
- 黙秘犯（2022年8月8日、テレビ東京系「月曜プレミア8」枠、主演：小泉孝太郎）[5]